# Tokarów
Tokarów – część wsi Szypłów w Polsce, położona w województwie wielkopolskim, w powiecie średzkim, w gminie Nowe Miasto nad Wartą.
W latach 1975–1998 Tokarów administracyjnie należał do województwa poznańskiego.